# Světluška větší
Světluška větší (Lampyris noctiluca), stejně jako příbuzná světluška menší lidově nazývaná svatojánská muška, je druh brouka z čeledi světluškovitých. Známá je především svojí schopností vyzařovat ze svého těla zelenkavé světlo. Toto světlo může světluška vlastní vůlí spustit nebo zhasnout, pomocí regulace kyslíku – světlo zhasne, zastaví-li přívod kyslíku do světelných orgánů. Samečci na rozdíl od samiček mohou létat. Dospělí jedinci žijí velmi krátce a brzy po páření umírají. Samičky kladou asi 50 až 150 vajíček, z nichž se vylíhnou larvy. Během dva až tři roky trvajícího vývoje se larva asi pětkrát svleče a následně se zakuklí. Zanedlouho se z kukly vylíhne dospělý jedinec.

## Výskyt
Světluška větší se vyskytuje od Portugalska a Velké Británie napříč Evropou a Asií až po Čínu. Někteří jedinci se mohou dostat až do oblasti severního polárního kruhu. Vyhledává otevřené prostranství. Můžeme ji spatřit na loukách a okrajích lesů, kupříkladu v Anglii upřednostňuje křídové nebo přímo vápencové škrapy.
V Česku se nevyskytuje tak hojně jako světluška menší. Jedná se o více teplomilný druh.
Asi nejaktivnější a nejlépe pozorovatelný je tento hmyz během suchého léta, tedy v období od června do července. Přirozeně v nočních hodinách, zhruba od 22:00 do 22:30 hodin, případně až do půlnoci.

## Popis

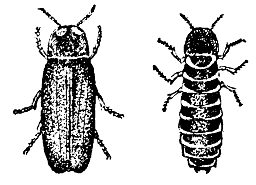
Sameček (vlevo) a samička (vpravo) světlušky větší.

Světlušky patří k broukům u kterých se samec od samičky výrazně odlišuje, výrazný je tedy jejich pohlavní dimorfismus.

### Samec
Samec je dlouhý 10 až 12 mm. Tělo je ploché. Chitinový plášť těla je zbarvený do hněda, na okrajích je žluté zbarvení. Na dlouhých krovkách se nachází několik podlouhlých rýh, které jsou pokryté jemnými chloupky. Hlava není vidět – je schovaná pod hrudním štítem. Můžeme však spatřit nitkovitá tykadla. Na sedmém článku z břišní strany má sameček světelnou skvrnu.

### Samice
Samičky jsou dlouhé 15 až 20 mm. Nemají žádné krovky, takže vypadají podobně jako larvy. Hlava je též schovaná pod chitinovým hrudním štítem. Samičky mají podstatně více světelných orgánů než samci. Světelná políčka se nacházejí na šestém a sedmém zadečkovém článku a na osmém jsou ještě dodatečné světelné skvrny.

### Larva
Larvy mohou dorůstat až 25 mm. Jsou tmavě hnědé až černé s párem světlých skvrn na hřbetní straně všech článků kromě posledního. Světelný orgán sestává ze dvou svítících teček umístěných na břišní straně osmého zadečkového článku.

## Způsob života
Světlušky jsou aktivní v noci. Samečci při letu hledají samičky, které leží v trávě a svítí. Ačkoliv samečci disponují světlenými orgány, při letu je nepoužívají a rozsvěcí je pouze při aposematické obraně v případě ohrožení. Frekvence problikávání, tedy doba, po kterou brouci svítí, a mezery mezi jednotlivými záblesky jsou pro daný druh charakteristické. Díky tomu se mezi sebou jednotlivé druhy světlušek snadno rozpoznají. Larvy žijí na zemi a živí se slimáky. I ony mohou slabě svítit, avšak na rozdíl od dospělých slouží jejich signalizace k zastrašení nepřítele. Po pátém svlečení se zakuklí a z kukly se vylíhnou dospělí jedinci.

### Vyzařování světla

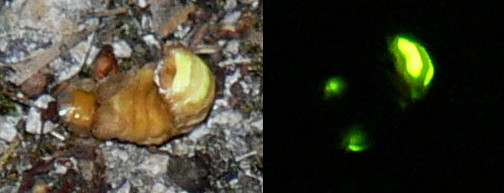
Samička světlušky větší (vlevo ve dne, vpravo světélkující v nočních hodinách)

Hlavní výskyt dospělých jedinců je v období páření, což ve střední Evropě připadá na červenec až srpen. V teplých letních měsících svítí samičky při dostatečné tmě asi od deseti hodin večer do jedné hodiny ranní, avšak brzy po spáření páry svítit přestanou. Obecně období, po které budou tito brouci jasně světélkovat, je ovlivněno jednak okolním prostředím, nebo přítomností nerovnoměrného, tedy většího nebo menšího množství samců. Příliš nízká teplota, déšť či silnější vítr způsobí, že se samičky schovají pod zem či do houští vegetace. Vyšší procento samců zase zkracuje období námluv, neboť se jednotlivé páry podstatně rychleji shledají.
Světlušky svítí díky bioluminiscenci. Je to následek chemických reakcí v živých buňkách a tkáních – tyto procesy se nazývají chemiluminiscence. Při jednom z těchto procesů se luciferin odbourává enzymem luciferázou, energie při tom uvolněná je vyzářena ve formě světla. Proces neprodukuje žádné teplo, a proto je velmi efektivní, 90–98 % vložené energie je přeměněno na světelnou energii. To je o mnoho více, než dokážou ty nejúspornější žárovky, u kterých se většina energie ztratí ve formě tepla.

Sameček pářící se se svítící samičkou

### Potrava
Potravou světlušek jsou plži. Na nich parazitují larvy a při kousnutí je mohou usmrtit toxickým jedem. Dospělí brouci, kteří nemají dostatečně vyvinuté ústní ústrojí, potravu zpravidla vůbec nepřijímají.

### Rozmnožování a život larvy
Po setmění samičky vylézají z úkrytu, usadí se na trávě a svítí, aby ukázaly samečkům, že jsou připraveny k páření. Jejich světlo mohou údajně spatřit až ze vzdálenosti 50 metrů. Samečci svítí slaběji než samičky a létají ve výšce často jen několik metrů nad zemí. Když samičku zahlédnou, tak u ní přistanou. Páření a kladení vajíček probíhá na zemi. Oba partneři uhynou do několika dnů po spáření.

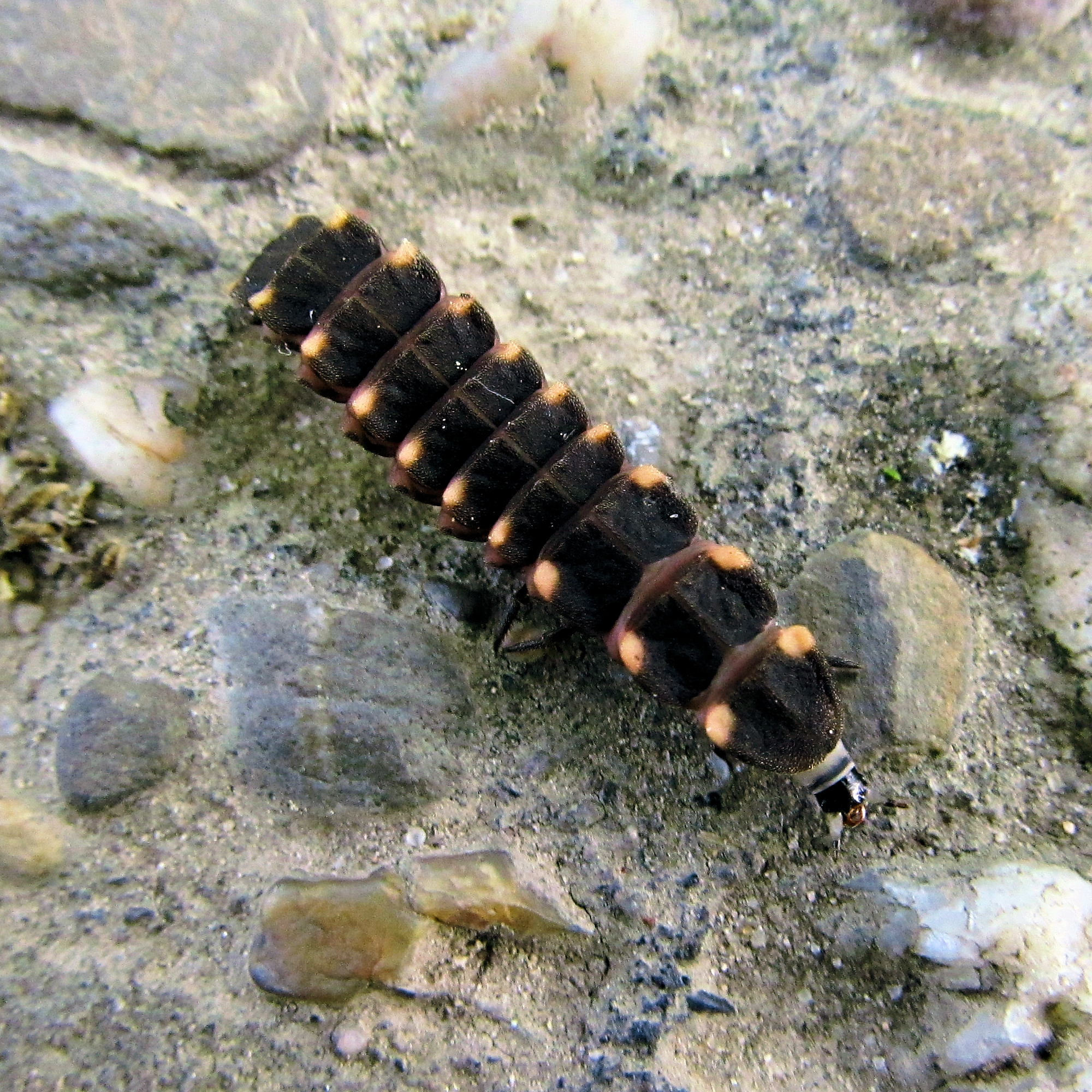
Larva světlušky větší

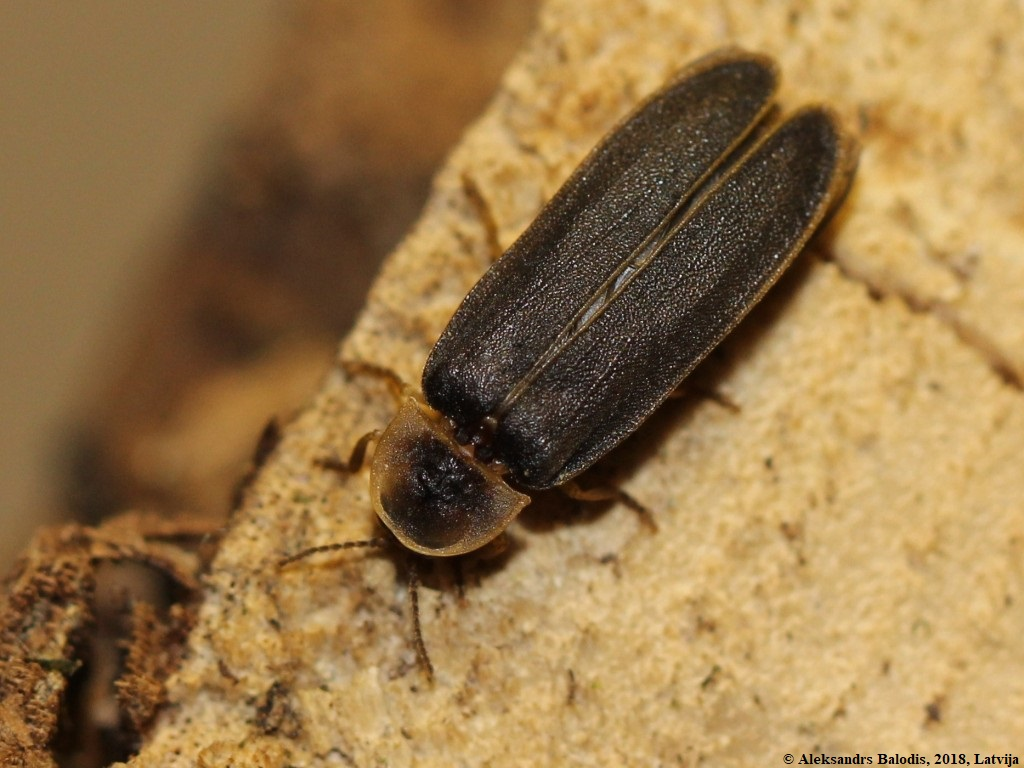
Sameček světlušky větší

Na vlhké místo, do půdy pod listem nebo mechem, samička naklade v rozmezí tří dnů 50 až 150 velmi malých světle žlutých vajíček (cca 1 mm v průměru) a brzy umírá. Ta mohou několik dní slabě žlutě svítit, zpravidla déle, pokud nepanují příliš chladné podmínky.
Larva se líhne asi po dvou až třech týdnech a nápadně se podobá dospělé samici. Ta má však na rozdíl od ní zcela černou hřbetní část těla, zatímco larva má na každém tělním článku pár světlých teček. Během dva až tři roky trvajícího vývoje se larva několikrát, až sedmkrát, svléká, ovšem počet svlékání se liší podle pohlaví a v závislosti na podmínkách prostředí. Postupně tedy projde několika stádii, takzvanými instary. Živí se převážně slimáky nebo hlemýždi. Při kousnutí do nich vstřikuje neurotoxin, tedy toxickou znehybňující látku. Přitom se musí mít na pozoru, aby se nepřilepila na obranný hlen, který jeho kořist může vylučovat. Oběť je postupně ochromena a larva hoduje. Vpravený jed zároveň rozloží vnitřnosti měkkýše na řídkou hmotu a v takové koncentraci ji z oběti vysává. Hlemýždě nebo slimáka nemusí zásadně zabít, po nakrmení se často stává, že jeho kořist přežije a po chvíli se odebere pryč.
Larva je aktivní v noci a patrně živější bude tehdy, panují-li vlhké podmínky. Zimu přečkává schovaná v úkrytu, pod kamenem, polenem či listem. Zde se uchýlí k zimnímu spánku a s příchodem jara se probouzí. Cyklus se opakuje další jeden nebo dva roky. V konečné fázi se mezi květnem až srpnem (v závislosti na tom, kde žije) stane dospělým broukem, ale brzy po reprodukci zahyne, jako jeho rodiče.

## Synonyma
- Lampyris parvicollis; Olivier, 1901
- Lampyris minor; Olivier, 1901
- Lampyris carreti; Olivier, 1895
- Lampyris submucronata; Rey, 1891
- Lampyris bellieri; Reiche, 1858
- Lampyris thoracica; Motschulsky, 1853
- Lampyris longipennis; Motschulsky, 1853
- Lampyris obscurella; Motschulsky, 1853
- Lampyris sibirica; Gebler, 1847